# Hovedstol
Inden for økonomi er hovedstolen er det oprindelige beløb der bliver lån. Hovedstolen ændrer således ikke størrelse i takt med at gælden bliver afbetalt eller renter bliver tilskrevet, men er udelukkende en beskrivelse af det oprindelige beløb ved indstiftelsen. Hovedstolen omfatter også eventuelle gebyrer og stiftelsesomkostninger, der måtte være i forbindelse med optagelse af lånet; et lån på eksempelvis 100.000 kr., der har 3000 kr. i stiftelsesomkostninger, vil således have en hovedstol på 103.000 kr.
Hovedstolen benyttes ofte til at beregne rentesats, og långiver kan bruge det til at beregne afkast.